# أندرو س. هيشت
أندرو س. هيشت (بالإنجليزية: Andrew C. Hecht)‏ هو مدرس أمريكي، ولد في 11 مايو 1967 في نيويورك في الولايات المتحدة.